# 朝来市立朝来中学校
朝来市立朝来中学校（日语：朝来市立朝来中学校）位于日本兵库县朝来市的公立中学校。

## 沿革
1947年（昭和22年）4月20日，山口村立山口中学校之中川村立中川中学校创立。
1954年（昭和29年）8月30日，山口村之中川村并入朝来钉。
1962年（昭和37年）4月1日，山口中之中川中统合朝来钉立朝来中学校设立。
2005年（平成17年）4月1日，朝来郡4钉合并入朝来市，学校改称“朝来市立朝来中学校”。

## 学校文化

### 校训
- 「自主」「创造」「健康」

## 设施
朝来市内、旧朝来钉地域。以下2小学校区。
- 朝来市立山口小学校
- 朝来市立中川中学校

## 关连项目
- 兵库县中学校一览